# Sever do Vouga (freguesia)
Sever do Vouga es una freguesia portuguesa del concelho de Sever do Vouga, con 12,36 km² de superficie y 2.728 habitantes (2001). Su densidad de población es de 220,7 hab/km².